# 卡洛斯·罗伯托·雷纳

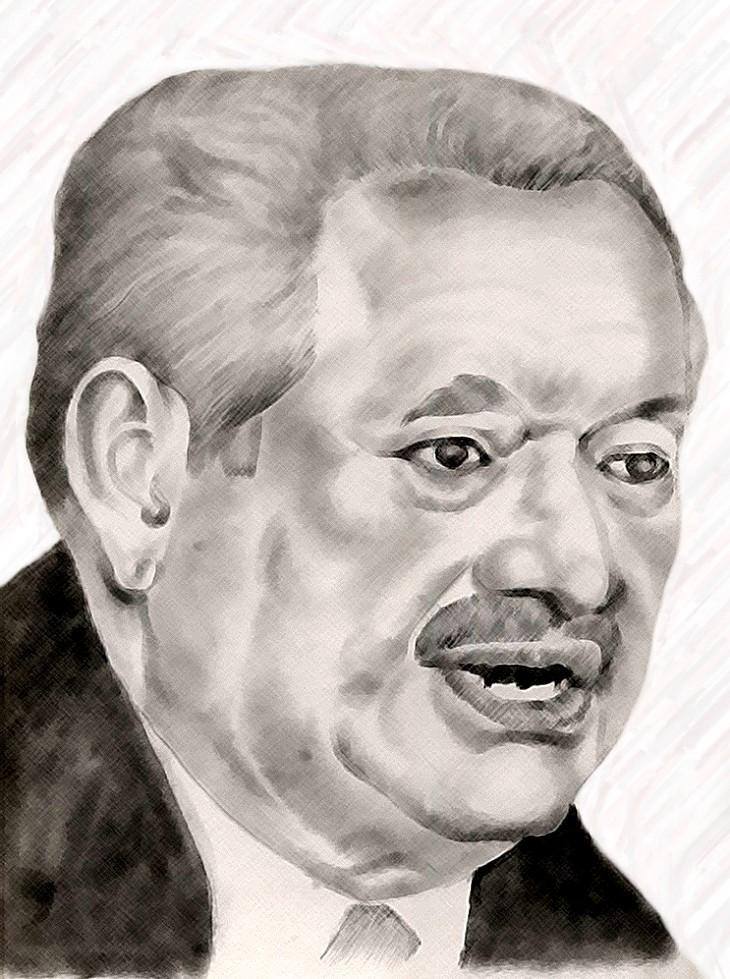
卡洛斯·罗伯托·雷纳

卡洛斯·罗伯托·雷纳·伊迪亞克斯（西班牙語：Carlos Roberto Reina Idiáquez，1926年3月13日—2003年8月19日），洪都拉斯自由党政治家，在1994年1月27日至1998年1月27日期间曾出任洪都拉斯总统。
| 前任： 拉斐尔·莱昂纳多·卡列哈斯 | 洪都拉斯总统 1994年——1998年 | 繼任： 卡洛斯·罗伯托·弗洛雷斯 |